# ダニエラ・アルバレス
ダニエラ・アルバレス（Daniella Margarita Álvarez Vásquez、1988年5月24日 - ）は、コロンビアのモデル。Miss Colombia 2011で優勝し、国を代表してミス・ユニバース2012に出場。

## 経歴
ドイツ移民のルーツを持つ。1988年5月24日、Gustavo Alvarez と Zandra Vásquezのもと、アトランティコ県バランキージャに生まれる。二人の兄弟姉妹がいる。
2001年、Señorita Bolívarに選ばれる。
2005年より、デザイナーのFrancesca Miranda, Silvia Tcherassi, Beatriz Sotoを通してファッション業界と関わる。
2011年11月14日、ボリーバル県カルタヘナで開催されたMiss Colombia 2011にアトランティコ県を代表して出場。優勝。アトランティコ県代表として10人目であるが、これは県別に見た最多記録でもある（これに次ぐのはバジェ・デル・カウカ県の9人とサンタンデール県の7人）。
2012年12月19日、ラスベガスで開催されたミス・ユニバース2012に出場。入賞ならず。イブニングドレスの審査ではフクシャ(赤紫)の短いドレスを着ていた。

### その後
Estilo RCN(RCNテレビシオン)の共同司会者（2015-2016年）。W Radio(カラコル・ラジオ)のラジオパーソナリティー、Noticentro 1 CM&のニュースキャスター（2017年）などを歴任。Fundación Universidad del Norteのソーシャル・コミュニケーター兼ジャーナリスト。
Pontifical Xavierian Universityより国際関係学の学位を授与されている。
2020年5月、腹部の腫瘍を取り除くため連続5回の手術を受けた。4回目の手術中に医師らは虚血を発見した。2020年6月、5回目の手術で彼女の左足は膝下で切断された。そのわずか2週間後、兄（弟？）とダンスをする動画を公表、Instagramで380万回以上再生された。

## 人物
英語とドイツ語を話す。フルートとパーカッションを演奏する。また、フォークダンス、サンバ、アラブの舞踊を踊る。